# Sympetalandra schmutzii
Sympetalandra schmutzii är en ärtväxtart som beskrevs av Cornelis Gijsbert Gerrit Jan van Steenis. Sympetalandra schmutzii ingår i släktet Sympetalandra och familjen ärtväxter. IUCN kategoriserar arten globalt som sårbar. Inga underarter finns listade i Catalogue of Life.